# Jnane Bouih
Jnane Bouih (franska: Jnane Bouih (CR), Jnane Bouih (Commune Rurale), arabiska: اجدور) är en kommun i Marocko.   Den ligger i provinsen Youssoufia och regionen Marrakech-Safi, 290 km sydväst om huvudstaden Rabat. Antalet invånare är 17 644.